# SandenVendo
La SandenVendo è un'azienda statunitense, dal 1988 facente parte del gruppo multinazionale giapponese Sanden Corporation.
Fu fondata, come Vendo Company, nel 1937 a Kansas City (Missouri), negli Stati Uniti. Nel 1988 la Vendo Company viene acquisita dalla Sanden Corporation, specialista nelle tecnologie di riscaldamento e raffreddamento, e attiva sia nel settore automobilistico che negli apparecchi mobili utilizzati per la refrigerazione alimentare.
Con 56 sedi in 23 Paesi, Sanden sviluppa e produce distributori automatici, vetrine refrigerate e compressori per impianti di climatizzazione su automobili.
Dal 2005 la società ha assunto il nome di SandenVendo, con succursali in Giappone, Europa, Cina e Nord America.

## Storia

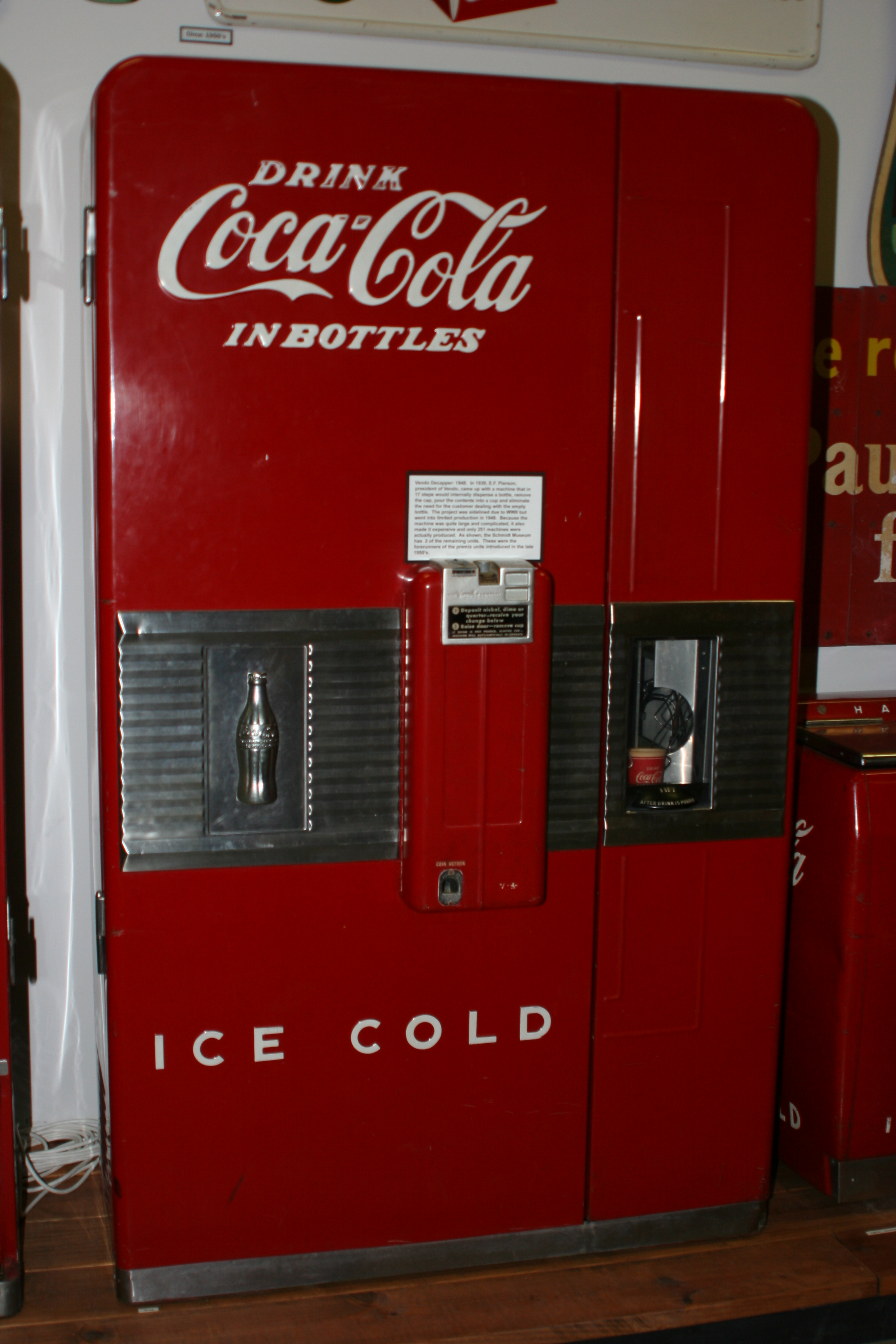
La Coca-Cola "Vendo Decapper", del 1948, aveva 17 passaggi per erogare una bottiglia, tra cui rimozione tappo e erogazione in un bicchiere, togliendo al consumatore la necessità di smaltire le bottiglie.

La Vendo venne fondata nel 1937 a Kansas City (Missouri, dai fratelli Elmer F. e John T Pierson. Con l'aiuto di J.E. Hagstrom, insieme all'acquisto di un brevetto per una copertura da collegare ai frigoriferi.
Soprannominato Red Top, questo distributore muoveva l'apertura verso la bottiglia anziché la bottiglia verso l'apertura.
Dopo lo scoppio della Seconda Guerra Mondiale, una parte della forza lavoro venne distaccata per la produzione di sistemi di rilevamento radar e di altre apparecchiature elettroniche per conto dell'esercito. Insieme alla produzione di attrezzature militari, Vendo ottenne l'autorizzazione a produrre e inviare 5.000 unità di vendita di bevande (distributori automatici) destinate ai campi di addestramento e alle basi militari.
Nel 1956, i distributori automatici venivano distribuiti in 20 paesi. Nel 1956, Vendo si fuse con Vendorlator, venendo quotata in borsa per un breve periodo.
Nel 1961 vennero aperti uffici di rappresentanza in Germania, Francia e Belgio.
Nel 1965 Vendo aprì uno stabilimento produttivo a Coniolo . Nel 1967 Vendo fu aperto un ufficio di rappresentanza in Spagna.
La crisi del petrolio degli anni '70 inflisse un duro colpo alla Vendo Co. che, di fronte alle perdite finanziarie, si vide costretta a vendere tutte le sue attività, mantenendo solo la divisione di distribuzione di macchine per bevande. Il sito di Kansas City venne abbandonato e la compagnia mantenne solo gli stabilimenti di Fresno (California), e Corinth (Mississipi).
Negli anni '80 la società venne acquisita dalla Sanden Corporation, un'azienda giapponese produttrice di elettronica.
La società assisteva quindi a una nuova fase di espansione negli anni ’90, grazie a piani di investimento; contestualmente negli Stati Uniti la società spostava la sua sede a Dallas, in Texas e assumeva il nome di SandenVendo, evidenziando il legame con Sanden Corporation.
Insieme alla Dixie-Narco, Vendo è un fornitore di distributori automatici di PepsiCo, in particolare negli Stati Uniti occidentali.
Vendo è inoltre fornitore di distributori automatici per Dr Pepper Snapple Group e per The Coca-Cola Company.

## Prodotti
- Distributori automatici
- Espositori per alimenti
- Sistemi di refrigerazione
- Gettoniere